# Jean Pontas
Pour les articles homonymes, voir Pontas.
Jean Pontas, né le 31 décembre 1638 à Saint-Hilaire-du-Harcouët et mort le 27 avril 1728 à Paris, est un casuiste.

## Biographie
Jean Pontas naît le 31 décembre 1638 à Saint-Hilaire-du-Harcouët, dans le diocèce d'Avranches. Il est baptisé le 1er janvier 1639.
En bas âge, il perd son père et sa mère. Un oncle maternel (M. d'Arqueville) le recueille chez lui et prend soin de son éducation. Le jeune Pontas fait ses premières études sous les yeux de ce parent, et les continue chez les jésuites de Rennes, puis à Paris au collège de Navarre. Se destinant à l'état ecclésiastique, il prend la tonsure cléricale des mains de M. de Saussay, évêque de Toul. Ce même prélat, en 1663, sur le dimissoire de M. de Boylève, évêque d'Avranches, et avec sa permission, confère en dix jours à Pontas tous les ordres jusqu'à la prêtrise inclusivement. On ne voit pas trop ce qui donne lieu à ces ordinations précipitées. Pontas a à peine vingt quatre ans. Son gout le porte vers l'étude du droit : il s'en occupe avec beaucoup d'application, et reçoit en 1666 le bonnet de docteur en droit canon et civil. Péréfixe, alors archevêque de Paris, le nomme vicaire de la paroisse de Sainte-Geneviève-des-Ardents, poste bien médiocre pour un homme de ce mérite. Pontas n'en fait pas même la réflexion : il le remplit pendant vingt cinq ans avec autant de zèle que si la place était plus importante, et il donne à la composition de  divers ouvrages tout le temps que lui laisse les soins du ministère. Il finit par désirer sa retraite, et M. de Harlay, le successeur de Péréfixe, le nomme sous-pénitencier de Notre-Dame. Dans les dernières années de sa vie, Pontas prend un logement près des Petits-Augustins du faubourg Saint Germain. Il peut, sans sortir, communiquer avec ces religieux, pour lesquels il conçoit beaucoup d'attachement. Il meurt entre leurs bras le 27 avril 1728, dans sa quatre-vingt-dixième année. Ils l'inhume dans leur église avec une épitaphe honorable.